# Przyszowice

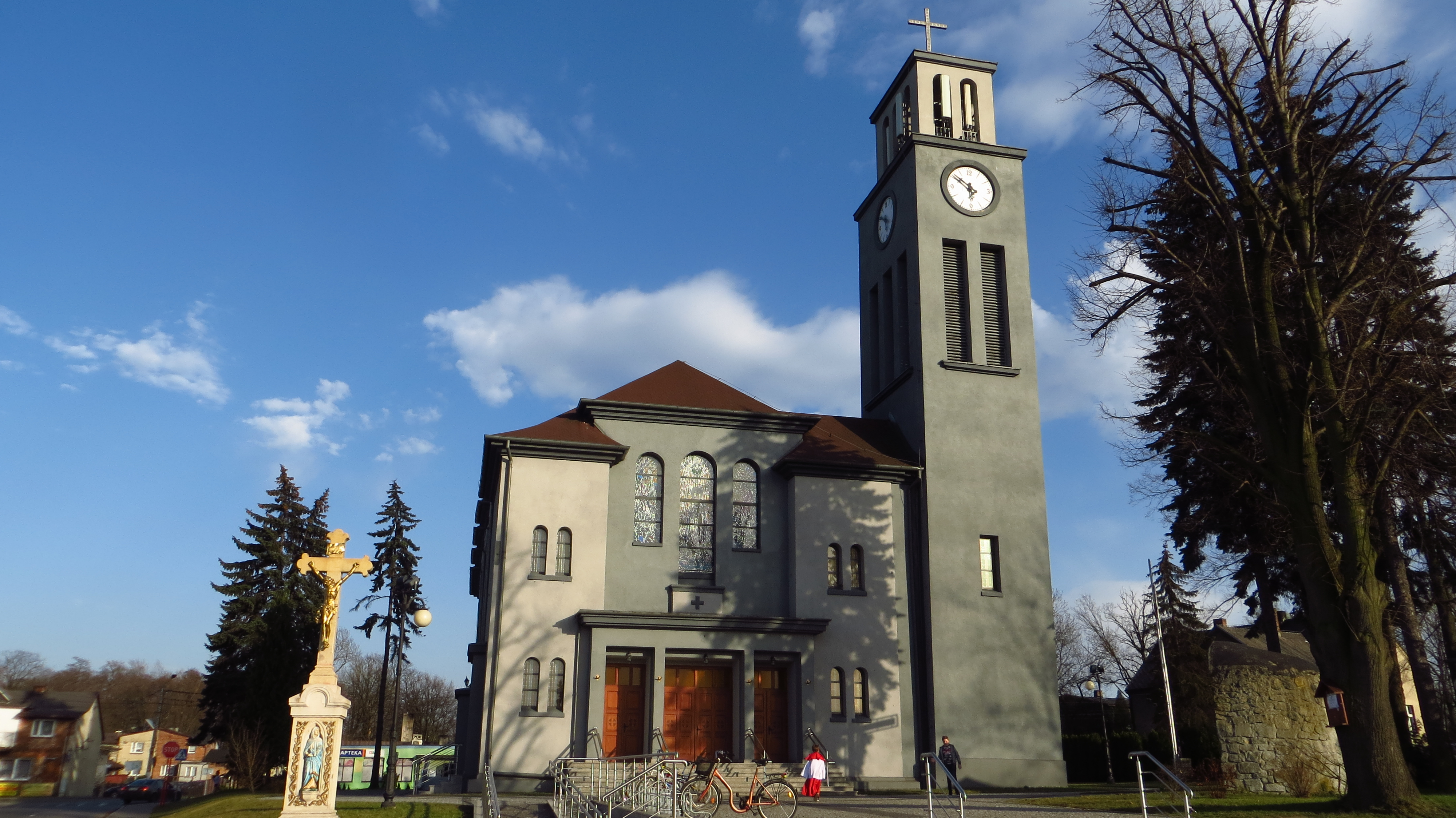
Kościół Jana Nepomucena w Przyszowicach (2018)

Przyszowice (niem. Preiswitz) – wieś sołecka w Polsce położona w województwie śląskim, w powiecie gliwickim, w gminie Gierałtowice.
W latach 1954-1972 wieś była siedzibą gromady Przyszowice, po reformie administracji, aż do 1977 była siedzibą gminy Przyszowice. W latach 1975–1998 miejscowość administracyjnie należała do województwa katowickiego.
| SIMC    | Nazwa  | Rodzaj    |
| ------- | ------ | --------- |
| 0214379 | Brzeg  | część wsi |
| 0214385 | Grobla | część wsi |

## Nazwa
W 1295 w spisanej po łacinie księdze Liber fundationis episcopatus Vratislaviensis miejscowość wymieniona jest jako Przyssowitz.
Nazwę miejscowości w zlatynizowanej staropolskiej formie Przecziczow wymienia w latach (1470–1480) Jan Długosz w Liber beneficiorum dioecesis Cracoviensis.
W alfabetycznym spisie miejscowości na terenie Śląska wydanym w 1830 roku we Wrocławiu przez Johanna Knie miejscowość występuje pod obecnie używaną polską nazwą Przyszowice oraz niemiecką Preiswitz. Topograficzny opis Górnego Śląska z 1865 roku notuje miejscowość we fragmencie „Preischwitz, polnisch Pryszowice”.

## Zabytki
- Dwór w Przyszowicach – obiekt wzniesiony na początku XIX w., przebudowany i rozbudowany w latach 1890–1895 dla rodziny von Raczek. Obiekt eklektyczny, dwukondygnacyjny na planie zbliżonym do prostokąta, przekryty dachem wielospadowym. Elewacje tynkowane, gładkie. Ryzality ze szczytami wolutowymi. W części południowej czterokondygnacyjna wieża kolista, we fragmencie górnym ośmioboczna, przekryta dachem płaskim zwieńczonym krzyżem (pierwotnie zwieńczona hełmem baniastym z latarnią). Portal główny z kartuszem zawierającym herby rodziny von Raczek (L) i von Ludwig (P)[10][11] Pałac otoczony jest parkiem o powierzchni 8,4 ha z okazami drzewostanu liściastego.
- Spichlerz plebański – budynek drewniany z 1829 roku o konstrukcji zrębowej. Dach dwuspadowy kryty gontem z półksiężycem na kalenicy.

### Inne historyczne obiekty
- Kościół św. Jana Nepomucena – kościół parafialny wybudowany w latach 1937–1938. Obiekt halowy, jednonawowy z kaplicą, przekryty sklepieniem kolebkowym. Dach dwuspadowy z sygnaturką. W narożu wieża czworoboczna z dzwonnicą i zegarem, zwieńczona krzyżem. Na dzwonnicy dzwon Urban z 1512 roku (średnica 120 cm, waga 982 kg) oraz dzwon Grzegorz z 1582 roku (średnica 100 cm, waga 580 kg). Projektantem kościoła był inż. Jan Affa z Raciborza.
- Budynek szkoły z 1902 roku.

## Edukacja
Przedszkola:
- Przedszkole w Przyszowicach

Szkoły podstawowe:
- Szkoła Podstawowa im. Karola Miarki w Przyszowicach

## Turystyka i sport
Przez wieś przebiega szlak turystyczny:
- Szlak Krawędziowy GOP

W Przyszowicach znajduje się Ludowy Klub Sportowy Jedność  32.  Utworzono go w 1932 roku, jednak w 1958 roku z drużyny piłkarskiej odeszło wielu zawodników i działalność klubu wstrzymano. Wznowiono ją 21 marca 1965 roku i od tamtej pory klub się rozwija.
Klub:
- Pełna nazwa: Ludowy Klub Sportowy Jedność 32 Przyszowice
- Sekcja piłkarska Liga: IV liga: grupa śląska II
- Sekcja pływacka dla dzieci i młodzieży
- Sekcja skata Liga: III A, III B, III C
- Rok założenia: 1932
- Barwy: zielono-czerwone
- Adres: ul. Karola Miarki 1

Stadion:
- Pojemność – 1200 miejsc (400 siedzących)
- Oświetlenie – brak

Władze:
- Prezes:  Paweł Szołtysek
- Trener:  Mateusz Labusek

## Transport i komunikacja
Przez wieś przebiega linia kolejowa nr 149 z przystankiem Przyszowice.
Przez wieś przechodzi droga wojewódzka nr 921, droga krajowa nr 44, autostrada A4 oraz autostrada A1.
Komunikacje miejską na terenie Przyszowic organizują ZTM i składają się na nią następujące linie autobusowe: 33, 41, 47, 120, 669 i 936, przez teren Przyszowic przebiega też trasa pośpiesznej linii autobusowej E-2 (Gliwice Dworcowa – Mikołów Plac 750-Lecia – Radziejówka – Tychy Paprocany Osiedle Z1) niemająca na terenie miejscowości przystanku. Na terenie Przyszowic znajdują się następujące przystanki autobusowe: Przyszowice Dwór, Przyszowice Granica, Przyszowice Grobla, Przyszowice Kolejowa, Przyszowice Korty, Przyszowice Kościół, Przyszowice Polna (przystanek na żądanie), Przyszowice Skrzyżowanie, Przyszowice Szyb, Przyszowice Wytwórnia (przystanek na żądanie). Poszczególne linie łączą Przyszowice z następującymi miejscowościami:
- 33 : Gliwice Dworcowa – Przyszowice – Paniówki – Borowa Wieś – Wygoda – Śmiłowice – Mokre – Reta – Mikołów – Wilkowyje – Radziejówka – Tychy Delphi (obsługiwana przez PKM Tychy Sp. z o.o.)
- 41 : Gliwice Dworcowa – Przyszowice – Paniówki – Borowa Wieś – Wygoda – Śmiłowice – Mokre – Reta – Mikołów ulica Krakowska (linia KZK GOP Katowice – od 1 maja 2010 roku linia obsługiwana przez Usługi Transportowe Pawelec Krzysztof Katowice)
- 47 : Zabrze Goethego – Makoszowy – Przyszowice – Gierałtowice – Knurów – Krywałd – Szczygłowice Kopalnia (linia obsługiwana przez PKM Gliwice Sp. z o.o.)
- 120 : Katowice Dworzec PKP – Kochłowice – Halemba – Borowa Wieś – Wygoda – Paniówki – Przyszowice – Gierałtowice – Knurów – Krywałd – Szczygłowice Kopalnia (linia obsługiwana przez Gliwickie Konsorcjum Komunikacji Miejskiej w skład którego wchodzą PKM Gliwice Sp. z o.o. i Bus Service Center Gliwice Sp. z o.o.)
- 669 : Gliwice Dworcowa – Przyszowice – Chudów – Paniówki – Borowa Wieś – Wygoda – Halemba – Kochłowice – Bykowina Grzegorzka (linia obsługiwana przez PKM Gliwice Sp. z o.o.)
- 936 : Ornontowice – Chudów – Paniówki – Przyszowice – Gierałtowice – Knurów Szpitalna (linia obsługiwana przez Przedsiębiorstwo Produkcyjno-Usługowo-Handlowe Kłosok, Andrzej Kłosok Żory Sp. z o.o.

## Urodzeni w Przyszowicach
- Stefan Cichy
- Józef Joachim Telega
- Florian Fronczek